# Leandro N. Alem (ort)
Leandro N. Alem är en ort i Argentina.   Den ligger i provinsen San Luis, i den centrala delen av landet, 800 km väster om huvudstaden Buenos Aires. Leandro N. Alem ligger 654 meter över havet och antalet invånare är 379.
Terrängen runt Leandro N. Alem är varierad. Runt Leandro N. Alem är det mycket glesbefolkat, med 2 invånare per kvadratkilometer.. Närmaste större samhälle är San Francisco del Monte de Oro, 14,3 km sydväst om Leandro N. Alem.
Omgivningarna runt Leandro N. Alem är i huvudsak ett öppet busklandskap.